# Pfalz (regiune)

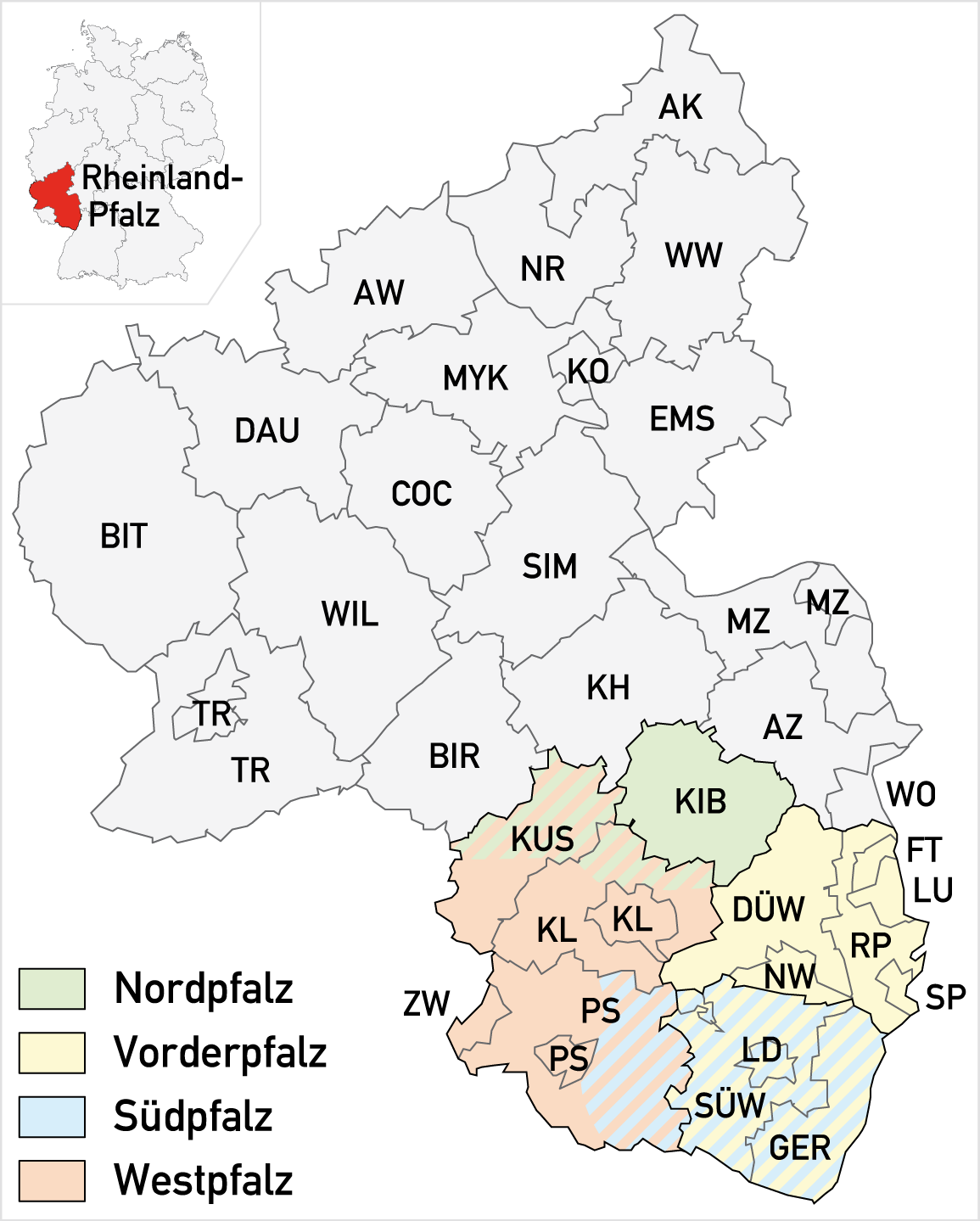
Amplasarea Palatinatului

Regiunea Palatinului sau Regiunea Pfalz este un ținut din sud-vestul Germaniei, are o suprafață de  5451,13 km² cu o populație de 1,4 milioane de locuitori.

## Geografie
La vest Palatinatul este limitat de Saarland, în nord-vest Hunsrück, nord-est Rheinhessen la est Hessen și în sud granița cu Franța. Ținutul deluros Pfälzerwald ocupă 1771 km² ceace reprezintă o treime din suprafața regiunii Palatine, fiind suprafața păduroasă cea mai întinsă din Germania. Punctul cel mai înalt este muntele Donnersberg (687 m), iar punctul cel mai jos se află în orașul Frankenthal așezat pe malul Rinului.
Apele, lacurile și râurile: Lauter, Queich, Speyerbach, Rin, Blies, Saar, Glan, Nahe și Mosela ocupă un procent de  1,26 % din sprafața regiunii.
Subdiviziunile regiunii sunt: 
- Vorderpfalz, cu nr. de înmatriculare auto DÜW. FT, LU, NW, RP și SP
- Südpfalz, cu nr. de înmatriculare auto GER, LD și SÜW
- Westpfalz, cu nr. de înmatriculare auto KL, KUS, PS și ZW

- Localități:
  - Neustadt an der Weinstraße, Landau, Speyer, Frankenthal, Ludwigshafen, Pirmasens, Zweibrücken și Kaiserslautern
- Districte:
  - Germersheim, Bergzabern, Landau, Neustadt, Frankenthal, Ludwigshafen, Speyer, Pirmasens, Zweibrücken, Kaiserslautern, Kusel, Kirchheimbolanden și Rockenhausen districte noi, Landau-Bad Bergzabern (din 1978: Südliche Weinstraße), Bad Dürkheim și Donnersbergkreis.

## Galerie de imagini

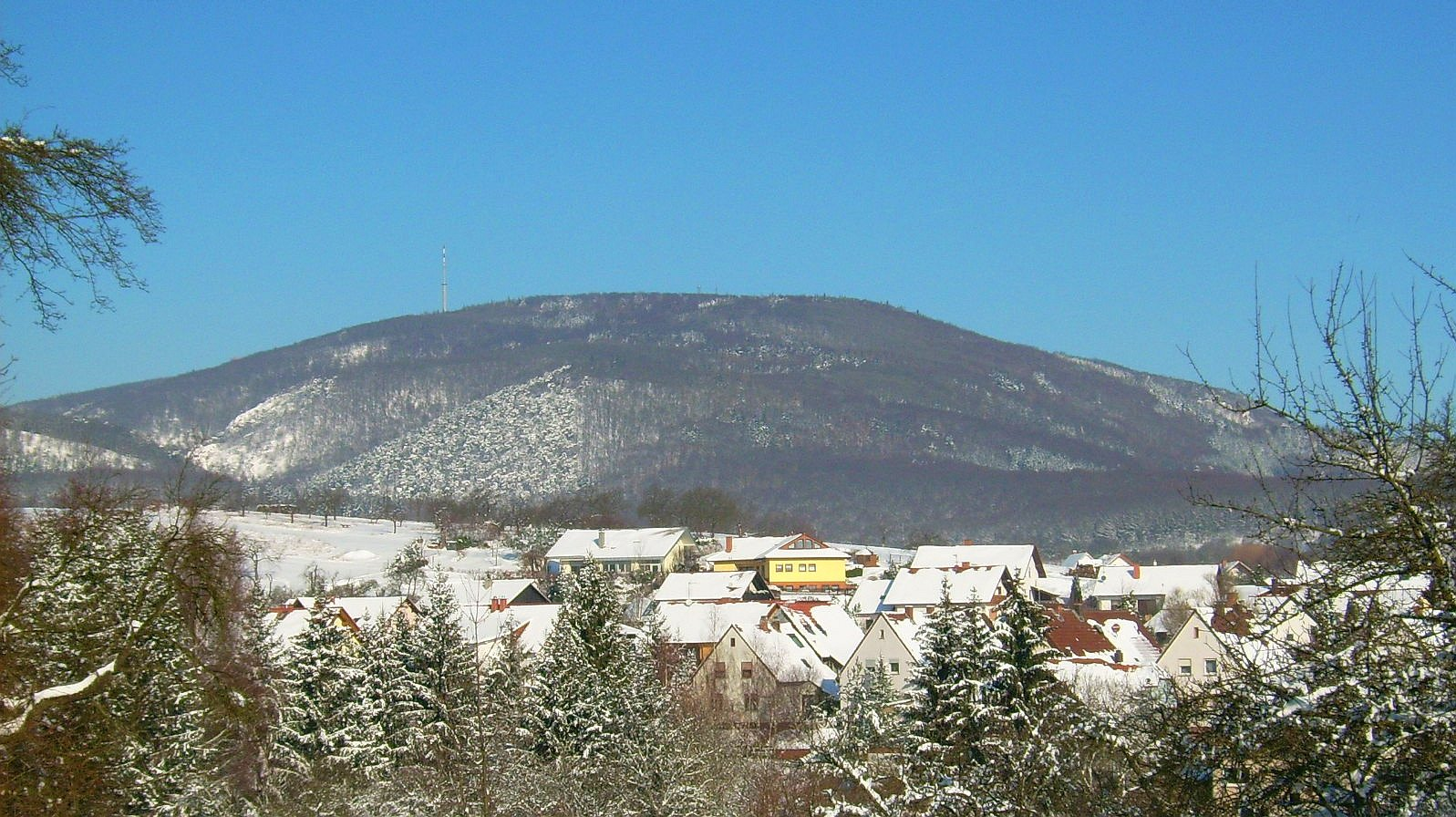
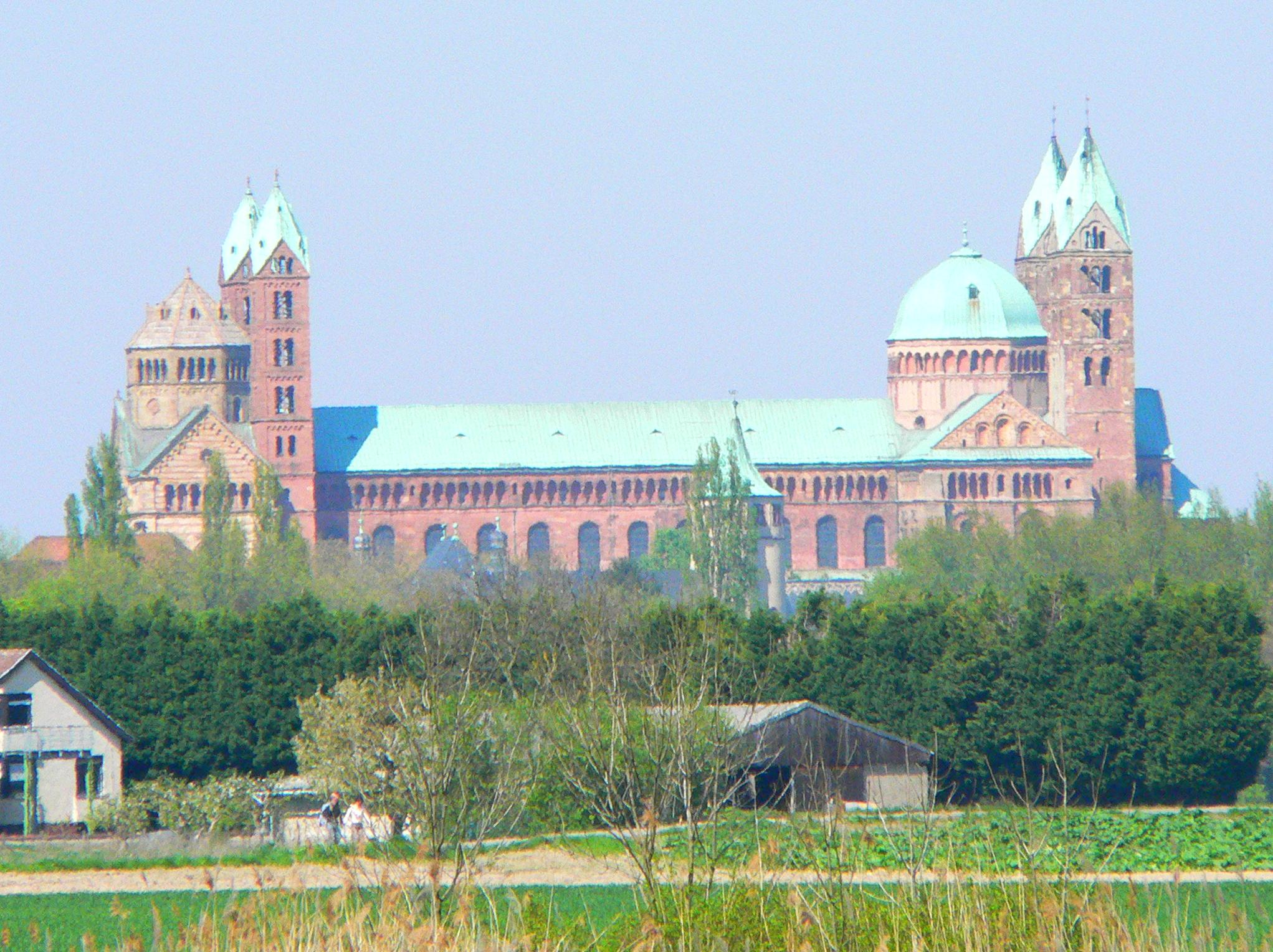
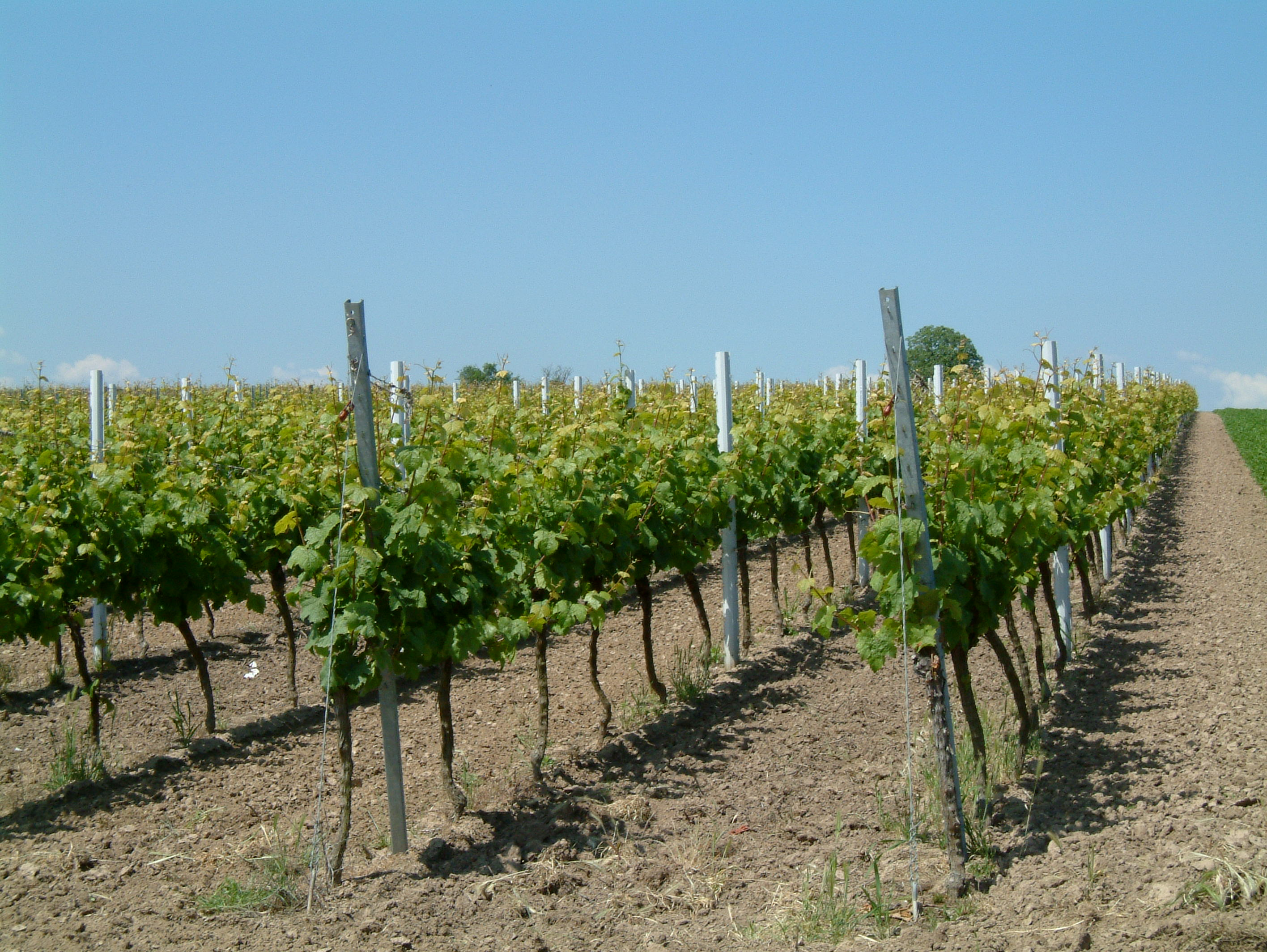
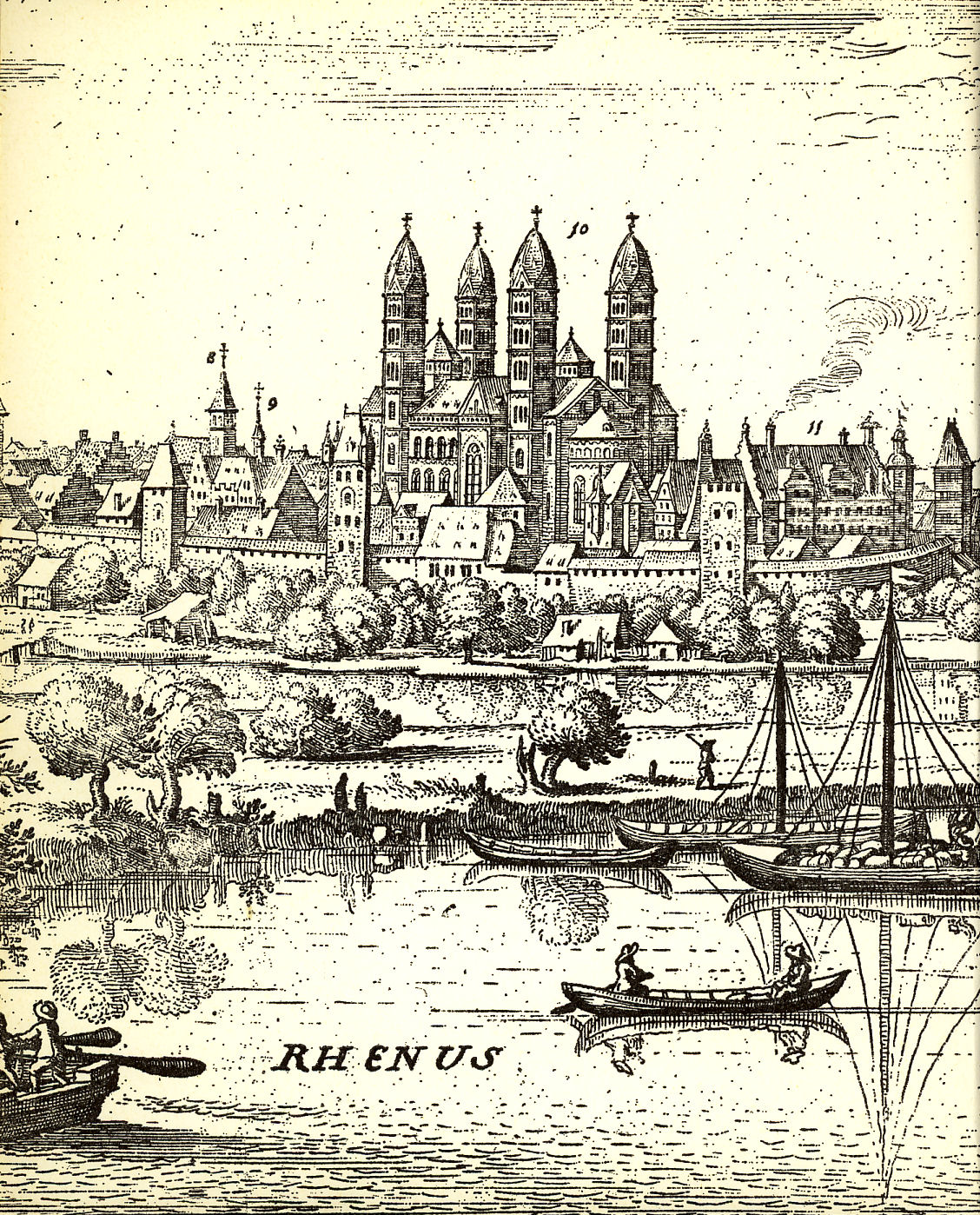